# Roland Hanna
Roland Pembroke Hanna (Detroit, 10 febbraio 1932 – Hackensack, 13 novembre 2002) è stato un pianista e compositore statunitense di musica jazz.
Appartiene al gruppo dei grandi pianisti provenienti dall'area di Detroit, assieme a Barry Harris, Hank Jones e Tommy Flanagan. Quest'ultimo ha costituito per Hanna uno dei tre pianisti che lo hanno influenzato maggiormente, assieme ad Art Tatum e Arthur Rubinstein.

## Biografia
Hanna fu iniziato da piccolo alle prime nozioni della musica dal padre sassofonista, e a undici anni cominciò lo studio del pianoforte. La formazione classica ebbe un ruolo fondamentale nel pianismo di Hanna, sia dal punto di vista tecnico che concettuale: la preparazione classica gli permise i multiformi intrecci armonici nelle improvvisazioni jazz; e come ebbe a dire il musicista «La musica classica è sempre stata per me un elemento di spinta, anche se il jazz è la mia musica naturale» e «Per una persona normale, la musica è divisa in categorie, ma non per me: per me la musica è nutrimento, e non dico “Queste sono mele e queste pere”. Io dico “Questa è musica, e mi piace”».
Introdotto al jazz da Tommy Flanagan, Roland iniziò a esibirsi mentre ancora frequentava le scuole superiori, e ampliò le competenze musicali dedicandosi anche al sassofono contralto. Dopo aver terminato le scuole e il successivo servizio di leva, fu la volta delle prime esibizioni al Blue Bird di Detroit insieme a Thad Jones. Dopo una fallimentare esperienza alla Eastman School of Music – che il pianista lasciò perché non gli era concesso di suonare jazz –, nel 1955 si trasferì a New York per seguire i corsi di musica presso la Juilliard School of Music, e durante gli studi fu arruolato nella formazione di Benny Goodman con la quale suonò nel 1958 al Festival Jazz di Newport e in una tournée europea, oltre a partecipare a un programma televisivo assieme a Coleman Hawkins; l'anno dopo si unì sul palco e in sala di registrazione a Charles Mingus, con cui registrò Shoes of the Fisherman's Wife, Mingus Revisited e Pre-Bird.
Oltre alla collaborazione con Mingus, nel 1959 conseguì il diploma alla Juilliard School e poi fu per un periodo il pianista di Sarah Vaughan. Terminata quell'esperienza, si unì al quartetto di Coleman Hawkins rilevando Tommy Flanagan al piano, nel 1964 fu in tournée in Giappone nel quartetto che vedeva anche Thad Jones, musicista nella cui formazione Hanna confluì a metà anni sessanta e a cui non fece mancare la partecipazione anche dopo aver fondato il New York Jazz Sextet; e non mancò di lavorare come sideman a fianco di musicisti di valore come Kenny Burrell, Freddie Hubbard e Stanley Turrentine. La fine del decennio lo vide in Liberia, dove con la sua attività concertistica contribuì a raccogliere fondi da devolvere in favore dell'istruzione giovanile di quel Paese. Il suo impegno gli valse il titolo di “Sir” conferitogli dal presidente liberiano nel 1970.
Negli anni settanta, Hanna lavorò come pianista e fu in diverse circostanze anche bandleader. Si ricordano i suoi impegni assieme al flautista Frank Wess, a Paul Desmond, a Chet Baker, a Ron Carter. Lavorò anche con il proprio New York Jazz Quartet, gruppo che guidò anche negli anni ottanta. Nel 1988 fu incaricato da Clint Eastwood di registrare l'accompagnamento agli assolo di Charlie Parker nel film Bird, pellicola che rievoca la biografia del celebre sassofonista.
Gli anni novanta lo videro dedicarsi in particolare al piano solo, all'accompagnamento nelle orchestre e alla composizione. Tornato a Detroit, suonò con la Detroit Symphony Orchestra la sua opera Oasis, lavoro eseguito anche dalla Eastman Symphony Orchestra e dalla Swedish Symphony Orchestra. Assieme alla National Symphony Orchestra, Hanna si esibì interpretando brani di Duke Ellington e di George Gershwin. Nel campo della composizione, si contano circa 400 opere accreditate a Hanna che spaziano dal jazz a lavori per trio composto da flauto, corno francese e violoncello, da prodotti artistici per piano e orchestra a balletti, in uno stile che mescola jazz e musica classica. Oltre alla già citata Oasis, si ricordano il balletto My Name Is Jasmine But They Call Me Jaz, la composizione in quattro movimenti Sonata for Chamber Trio and Jazz Piano e la Sonata for Piano and Violin.
Hanna è scomparso il 20 novembre 2002 per arresto cardiaco.

## Discografia
- 1959 – Easy to Love
- 1959 – Destry Rides Again
- 1959 – Roland Hanna Plays Harold Rome's ‘Desty Rides Again’
- 1971 – Child of Gemini
- 1974 – Sir Elf [1974]
- 1974 – Live at Montreux
- 1974 – Perugia
- 1975 – Concept
- 1977 – At Home with Friends
- 1977 – Time for the Dancers
- 1977 – Glove
- 1977 – Sir Elf [1977]
- 1978 – Rolandscape
- 1978 – Blues for Sarka
- 1978 – Bird Tracks
- 1978 – Impressions
- 1978 – Play for Monk
- 1978 – Roland Hanna Plays the Music of Alec Wilder
- 1978 – This Must Be Love
- 1979 – Swing Me No Waltzes
- 1979 – Piano Soliloquy
- 1980 – A Gift from the Magi
- 1981 – The New York Jazz Quartet in Chicago
- 1982 – Romanesque
- 1983 – Gershwin Carmichael Cats
- 1987 – Round Midnight

- 1987 – Persia My Dear
- 1988 – The Bar
- 1990 – Solo
- 1991 – Porgy & Bess
- 1991 – Duke Ellington Piano Solos
- 1993 – Live at Maybeck Recital Hall, Vol. 32
- 1994 – This Time It's Real
- 1994 – Sir Roland Hanna at Maybeck
- 1996 – Walkin’
- 1997 – Plays Gershwin
- 1999 – Plays the Music of Alec Wilder
- 2002 – Dream
- 2002 – The Three Black Kings
- 2002 – Everything I Love
- 2002 – I've Got a Right to Sing the Blues
- 2002 – Milano, Paris, New York: Finding John Lewis
- 2003 – Last Concert
- 2003 – Tributaries: Reflections on Tommy Flanagan
- 2003 – When You Wish Upon a Star
- 2004 – Plays Alex Wilder
- 2004 – Apres un Reve
- 2004 – Hush-a-Bye: Dedicated to Roland Hanna
- 2004 – Memoir: One for Eiji
- 2011 – Colors from a Giant's Kit
- 2011 – Free Spirit[1]